# Gerald Ford (regatista)
Gerald Ford es un deportista bahameño que compitió en vela en la clase Star. Ganó una medalla de bronce en el Campeonato Mundial de Star de 1974 y una medalla de plata en el Campeonato Europeo de Star de 1974.

## Palmarés internacional
| Campeonato Mundial | Campeonato Mundial | Campeonato Mundial | Campeonato Mundial |
| Año                | Lugar              | Medalla            | Clase              |
| ------------------ | ------------------ | ------------------ | ------------------ |
| 1974               | Laredo (España)    | Medalla de bronce  | Star               |
| Campeonato Europeo |                    |                    |                    |
| Año                | Lugar              | Medalla            | Clase              |
| 1974               | Laredo (España)    | Medalla de plata   | Star               |

1. ↑  En algunas ediciones del Campeonato Europeo se permitió la participación de regatistas de otros continentes.